# Simon (empresa)
Simon és una empresa multinacional fabricant de material elèctric fundada l'any 1916 a Olot, Girona.
La seu central es troba a Barcelona. La seva activitat principal està centrada en les instal·lacions elèctriques: material elèctric, protecció de circuits, sistemes de control, il·luminació, connexions de veu, canalitzacions i electrònica. A més a més disposa del grup Simon Holding que conté un grup d'empreses amb seu central a Barcelona i amb presència a més de 50 països.